# Ích An Đại quân
Ích An Đại quân (益安大君, 1360 - 26 tháng 9, 1404) là vương tộc dưới thời Triều Tiên khai quốc. Cha là Triều Tiên Thái Tổ, tên thật Lý Phương Nghị (李芳毅), tự là Khoan (寬), thụy hiệu An Tương (安襄). Sau được phong hiệu Mã Hàn An Tương công (馬韓安襄公). Mẹ là Thần Ý Vương hậu Hàn thị. Kết hôn với Thiết Nguyên (鐵原) Thôi thị. Sau được cải phong Mã Hàn Cung Tĩnh Công (馬韓 恭靖公).

## Cuộc sống
- 1392 (Thái Tổ Nguyên niên), 25 Tháng 8,  Lý Thành Quế lập quốc lấy hiệu Thái Tổ, phong Phương Nghị làm Ích An quân (益安君).
- 10 Tháng 10, 1398, phong tước hiệu Trung Quân Tiết Chế sử (中軍節制使).
- 9 Tháng 11, 1398, phong làm Định Xã Nhất đẳng Công thần.[1]
- 22 Tháng 1, 1399, Khai quốc Nhất đẳng Công thần.[2]
- Sau là Đại Khuông Phụ Quốc Sung Lộc Đại phu.
- 8 Tháng 2, 1401, sách phong Ích An Phủ viện Đại quân (益安府院大君).[3]
- Truy phong Mã Hàn Cung Tương Công (馬韓 恭靖公).

## Cái chết
Ông được an táng trên một ngọn đồi thuộc khu Baek-am, ấp Sa-gok, xã Heunggyo, huyện Kaepung, tỉnh Gyeonggi.

## Gia quyến
- Tổ phụ: Hoàn Tổ Đại vương
- Tổ mẫu: Ý Huệ Vương hậu
- Phụ hoàng: Thái Tổ Đại vương
- Mẫu hậu: Thần Ý Vương hậu Hàn thị, con gái của Hàn Khanh (韓卿) An Biên Hàn thị
  - Hoàng huynh: Trấn An Đại quân Lý Phương Vũ
  - Hoàng huynh: Định Tông Đại vương Lý Phương Quả
  - Hoàng đệ: Hoài An Đại quân Lý Phương Cán
  - Hoàng đệ: Thái Tông Đại vương Lý Phương Viễn
  - Hoàng đệ: Đức An Đại quân Lý Phương Diễn
  - Hoàng muội: Khánh Thận Công chúa
  - Hoàng muội: Khánh Thiện Công chúa
- Ích An Đại quân (益安大君)
  - Phu nhân: Tam Hàn Quốc Đại phu nhân (三韓國大夫人) Đông Châu (東州) Thôi thị 
    - Đích tử: Ích Bình Phủ viện quân(益平府院君)·An Lương công(安良公) Lý Thạch Căn (李石根)
    - Đích trưởng nữ: Hoài Nhân Huyện chúa (懷仁縣主, sau chết được truy phong là Thiện Huệ Ông chúa·善惠翁主) - gã cho Thiêm Tổng chế Kim Gian (金閑), ở Quáng Châu (廣州).
    - Đích thứ nữ: Không rõ tên, gã cho Hàn Khả Kính (韓可敬)
      - Ngoại tôn: Hàn Thiện (韓善)

  - Thiếp: Phủ phu nhân Cố Thành (固城) Lý thị
    - Thứ tử: Vịnh Khả chính (永可正) Lý Thăng (李昇, 1390 - 15 Tháng 4, 1445)

## Trong văn hóa đại chúng
- Được diễn bởi Choi Dong-jun trong Nước mắt của Rồng KBS 1996-1998
- Được diễn bởi Jeong Jae-min trong Lục long tranh bá SBS 2015-2016